# Pöszöny
Pöszöny (németül: Badersdorf) község Ausztriában, Burgenland tartományban, a Felsőőri járásban.

## Fekvése
Felsőőrtől 18 km-re délkeletre, a Pinka jobb partján, a magyar határ közelében fekszik.

## Története
Területén már a bronzkorban éltek emberek. Ezt bizonyítja a Vashegy felé vezető erdei úttól keletre található 16 hallstatt-kori halomsír.
A mai település első írásos említése 1221-ben "Poszeicz" alakban történt abban az oklevélben, melyben a Ják nemzetségből származó István ezt a területet a pornói Szent Gotthárd apátságnak adja. Ebben az okiratban a birtok határleírásában szerepel a "Poszeicz" felé vezető út. A település nevét általában a "Poth Sitz" (azaz Poth lakhelye) kifejezésből származtatják. Ez alapján már ekkor németek lakták. A következő okleveles említés 1244-ből való „Villa Poschen” néven abban az adománylevélben, melyben IV. Béla király Pinkaóvárat és környékét a Csém nemzetségnek adja. 1379-ben "Pezen" alakban említik. A falu egészen 1455-ig a Csém nemzetség birtoka, ekkor új birtokosa a Baumkirchner család lett. 1455-ben "Pwssen", 1461-ben "Pezen", 1475-ben ismét "Pezen" néven szerepel a korabeli oklevelekben. 1529-ben és 1532-ben elpusztította a török. 1540-ben a Batthyány család birtoka lett, akik főként németekkel telepítették újra. Lakói a sámfalvi plébániához tartoztak, majd 1797-ben Egyházasfüzes plébániájához csatolták. 1807-ben már állt a faluban egy Szent Kereszt kápolna, de a templom csak 1852-ben épült fel. Iskolája 1836-ban már működött 4 osztállyal. 1863-ban 512 lakosa volt a településnek.
Vályi András szerint „PÖSZÖNY. Pödersdorf. Német falu Vas Vármegyében, földes Ura Gróf Batthyáni Uraság, lakosai katolikusok, és másfélék, fekszik Sankfalvának szomszédságában, és annak filiája, határja nem egészen termékeny, erdeje van, és pénzkeresetre módgyok a’ Vashegyi szőlőkben, második osztálybéli. ” 
Fényes Elek szerint „Pözsön, Padersdorf, német falu, Vas vmegyében, a Pinka mellett, gr. Batthyáni Gusztáv szentmihályi uradalmában, 432 kath. lak. Ut. p. Szombathely.”
Vas vármegye monográfiája szerint „Pöszöny. Pinkamenti község, 79 házzal és 476 r. kath. vallású, németajkú lakossal. Postája Gyepü-Füzes, távírója Német-Szt.-Mihály.”
1910-ben 485 lakosból 470 német, 12 magyar, 3 szlovák volt. A trianoni békeszerződésig Vas vármegye Felsőőri járásához tartozott. 1921-ben Ausztria Burgenland tartományának része lett. A település a második világháború után indult nagyobb fejlődésnek. Ekkor épült ki az infrastruktúra, kiépült a közvilágítás, a vízvezeték hálózat és a csatornarendszer. Korszerűsítették az utakat és szabályozták a Pinkát is. 1970-ben Pöszöny elveszítette önállóságát és Gyepűfüzes nagyközség része lett. 1993. január 1-jétől a korábban megtartott népszavazás eredménye alapján újra visszanyerte önállóságát. 2001-ben 325 lakosából 324 német és 1 magyar volt.

## Nevezetességei
- A Szent Kereszt Felmagasztalása tiszteletére szentelt római katolikus temploma 1852-ben épült késő klasszicista stílusban.
- Világháborús emlékművet 1929-ben emelték az első világháború hőseinek emlékére..

## Külső hivatkozások
- Hivatalos oldal
- Pöszöny a dél-burgenlandi települések honlapján
- Geomix.at[halott link]
- Pöszöny az Osztrák Statisztikai Hivatal honlapján